# Józef Lassota
Józef Lassota (ur. 24 października 1943 w Siedliskach) – polski polityk, samorządowiec, inżynier mechanik, w latach 1992–1998 prezydent Krakowa, poseł na Sejm III, VII i VIII kadencji, działacz sportowy.

## Życiorys
Ukończył w 1968 studia na Politechnice Krakowskiej, uzyskując tytuł zawodowy magistra inżyniera na Wydziale Mechanicznym. Początkowo pracował w Wytwórni Sprzętu Komunikacyjnego w Mielcu, w 1970 związał się zawodowo z Centralnym Ośrodkiem Chłodnictwa i Ośrodkiem Badawczo-Rozwojowym Urządzeń Chemicznych i Chłodniczych CEBEA w Krakowie.
Po sierpniu 1980 był założycielem krakowskiej, a następnie małopolskiej „Solidarności”. Znalazł się wśród przywódców strajku w swoim zakładzie pracy w stanie wojennym. Został internowany 15 grudnia 1981, następnie tymczasowo aresztowany i skazany w procesie politycznym, zwolniono go po kilku miesiącach.
Na początku lat 90. został dyrektorem Urzędu Wojewódzkiego w Krakowie, a później wicewojewodą. Od 9 października 1992 przez sześć lat sprawował urząd prezydenta Krakowa. Do 2006 był także radnym miejskim. Zajmował stanowisko członka zarządu Związku Miast Polskich, wiceprezesa Unii Metropolii Polskich i przewodniczącego Konwentu Prezydentów Największych Miast Polskich.
W 1997 został wybrany na posła III kadencji z listy Unii Wolności. W 2001 bez powodzenia ubiegał się o reelekcję. W 2004 odszedł z UW, w tym samym roku kandydował do Parlamentu Europejskiego z listy NKWW Macieja Płażyńskiego. W wyborach parlamentarnych w 2005 bezskutecznie ubiegał się o mandat senatora jako kandydat Partii Centrum. W 2002 i 2006 kandydował na prezydenta Krakowa. W 2003 objął funkcję prezesa KS Cracovia. W 2010 z listy Platformy Obywatelskiej został radnym sejmiku małopolskiego. W wyborach do Sejmu w 2011 z powodzeniem ubiegał się o mandat poselski z listy PO, otrzymując 10 241 głosów.
W 2015 został ponownie wybrany do Sejmu, otrzymując 8285 głosów. W Sejmie VIII kadencji został członkiem Komisji Infrastruktury oraz Komisji Administracji i Spraw Wewnętrznych, pracował też w Komisji Łączności z Polakami za Granicą (2015–2017). W wyborach w 2019 nie uzyskał poselskiej reelekcji.

## Odznaczenia
W 2005 otrzymał Złoty Krzyż Zasługi. W 2012 został przez prezydenta Bronisława Komorowskiego odznaczony Krzyżem Wolności i Solidarności. W 2015 został uhonorowany Odznaką Honorową za Zasługi dla Samorządu Terytorialnego.